# Sklabiňa
Sklabiňa este o comună slovacă, aflată în districtul Martin din regiunea Žilina, pe malul râului Sklabinský potok⁠(d). Localitatea se află la altitudinea de 484 m deasupra n.m., se întinde pe o suprafață de 11,07 km2 și în 2011 număra 600 de locuitori. Se învecinează cu Sklabinský Podzámok și Záborie.

## Istoric
Localitatea Sklabiňa este atestată documentar din 1242.

## Demografie
| An:                | 1994 | 2004   | 2014   | 2024   |
| ------------------ | ---- | ------ | ------ | ------ |
| Număr de persoane: | 584  | 608    | 634    | 644    |
| Diferență:         |      | +4,10% | +4,27% | +1,57% |

| An:                | 2023 | 2024   |
| ------------------ | ---- | ------ |
| Număr de persoane: | 642  | 644    |
| Diferență:         |      | +0,31% |